# Wendy Brown (Siebenkämpferin)
Wendy Brown (Wendy Renee Brown; * 28. Januar 1966) ist eine ehemalige US-amerikanische Siebenkämpferin und Dreispringerin.
Bei den Olympischen Spielen 1988 in Seoul kam sie im Siebenkampf auf den 18. Platz.
1985, 1986 und 1988 wurde sie US-Meisterin im Dreisprung. Für die University of Southern California startend wurde sie 1988 NCAA-Meisterin im Siebenkampf und 1986 NCAA-Hallenmeisterin im Dreisprung.
Zweimal stellte sie eine inoffizielle Weltbestleistung im Dreisprung auf:
- 13,58 m, 30. Mai 1985, Austin
- 13,71 m, 2. Mai 1987, Los Angeles

## Persönliche Bestleistungen
- Weitsprung: 6,59 m, 11. August 1988, Sestriere
- Dreisprung: 13,82 m, 17. Juni 1988, Tampa
- Siebenkampf: 6079 Punkte, 16. Juli 1988, Indianapolis